# Бачская крепость
Бачская крепость (серб. Бачка тврђава) — крепость в Сербии, находится неподалёку от города Бач в автономном крае Воеводина. Была построена во времена венгерского короля Карла Роберта (1310—1342 гг). Тогда она состояла из стен и восьми башен, также включала в себя здания управляющего, казармы, кухню, колодцы и т. д. Бач стал крупным военным, политическим культурным и религиозным центром. После битвы при Мохаче (1526 год) город и крепость оказались под властью Османской империи. Тогда его описание сделал путешественник Евлия Джелебия, по словам которого, город и крепость были опоясаны широким кругом наполненных водой рвов.
Во время восстания Ракоци (1702—1704 гг.) крепость была сожжена и разрушена, после чего пришла в запустение. Однако сейчас Бачская крепость является наиболее сохранённой средневековой крепостью в Воеводине. Уцелели четыре боковые башни и одна центральная высотой 18 метров, которая была частично реконструирована.

## Галерея

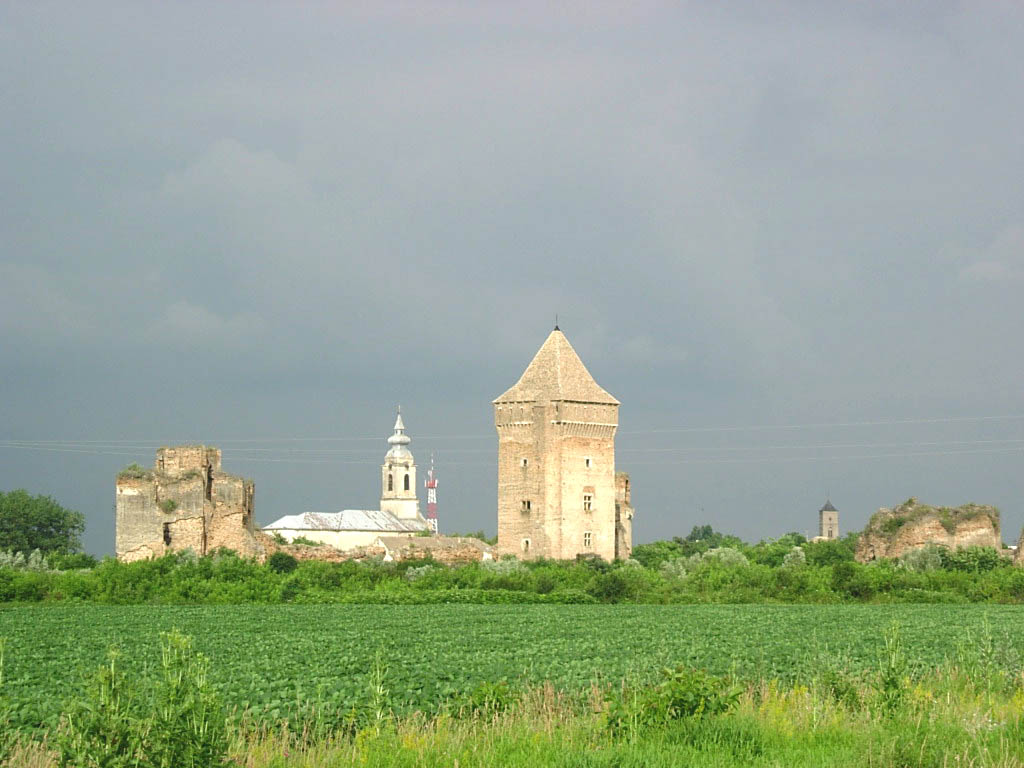
Крепость и город
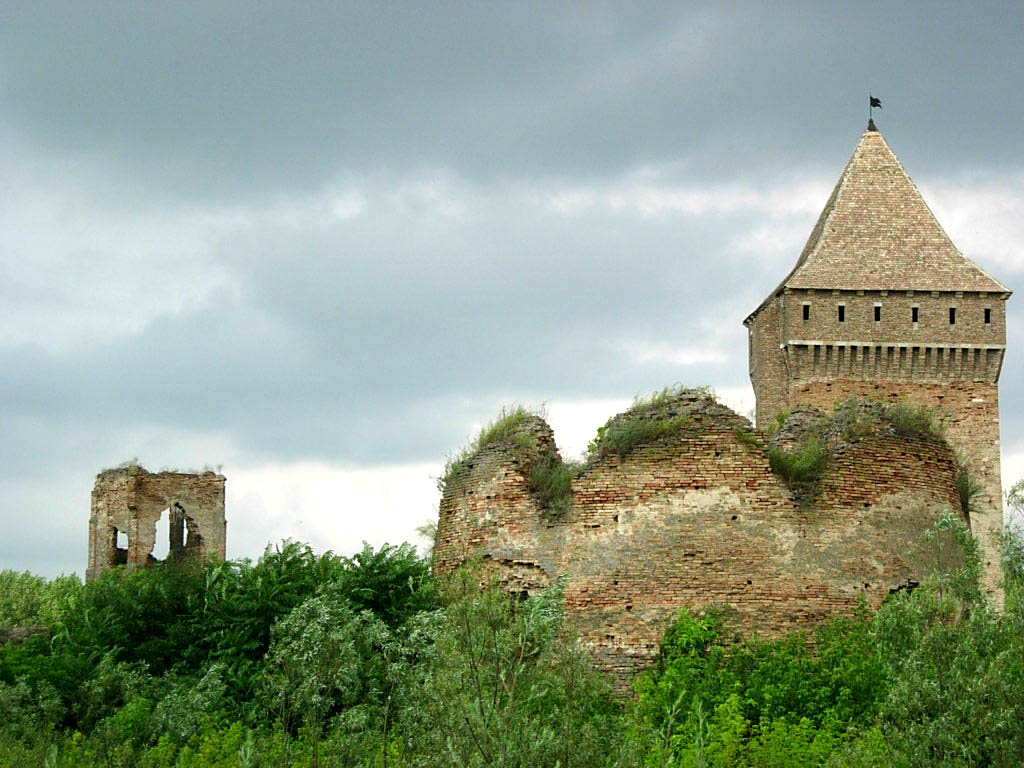
Крепость с южной стороны
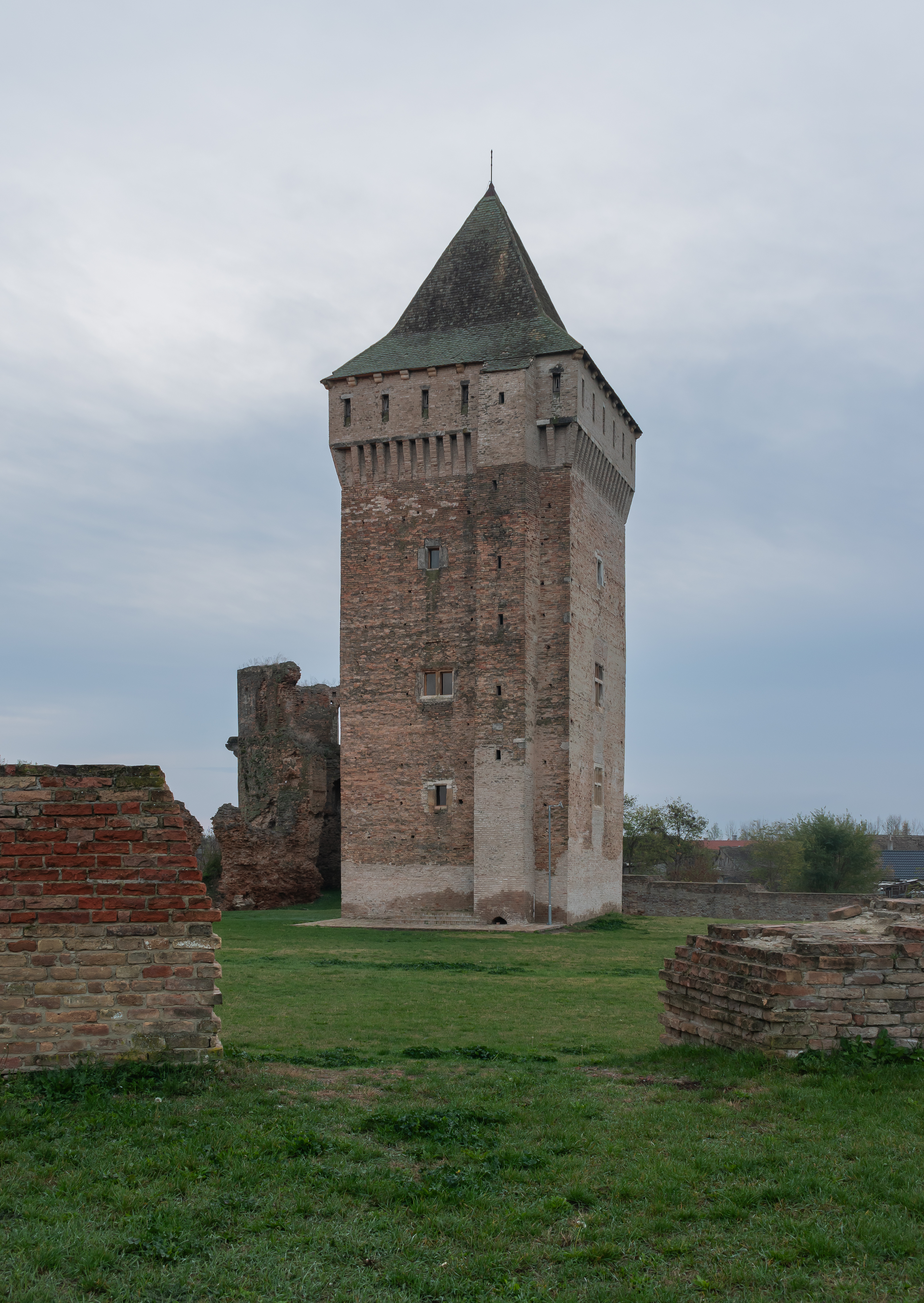
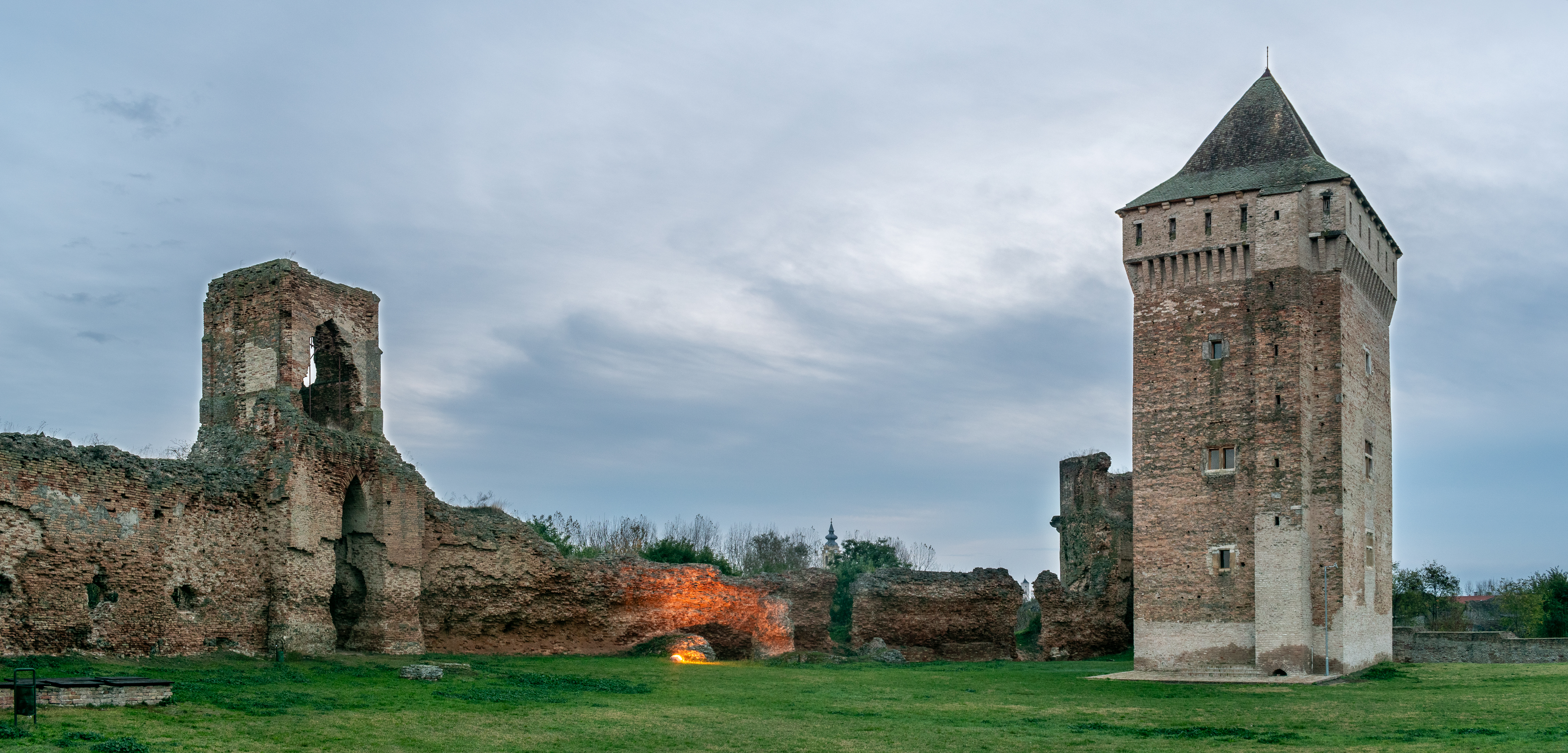
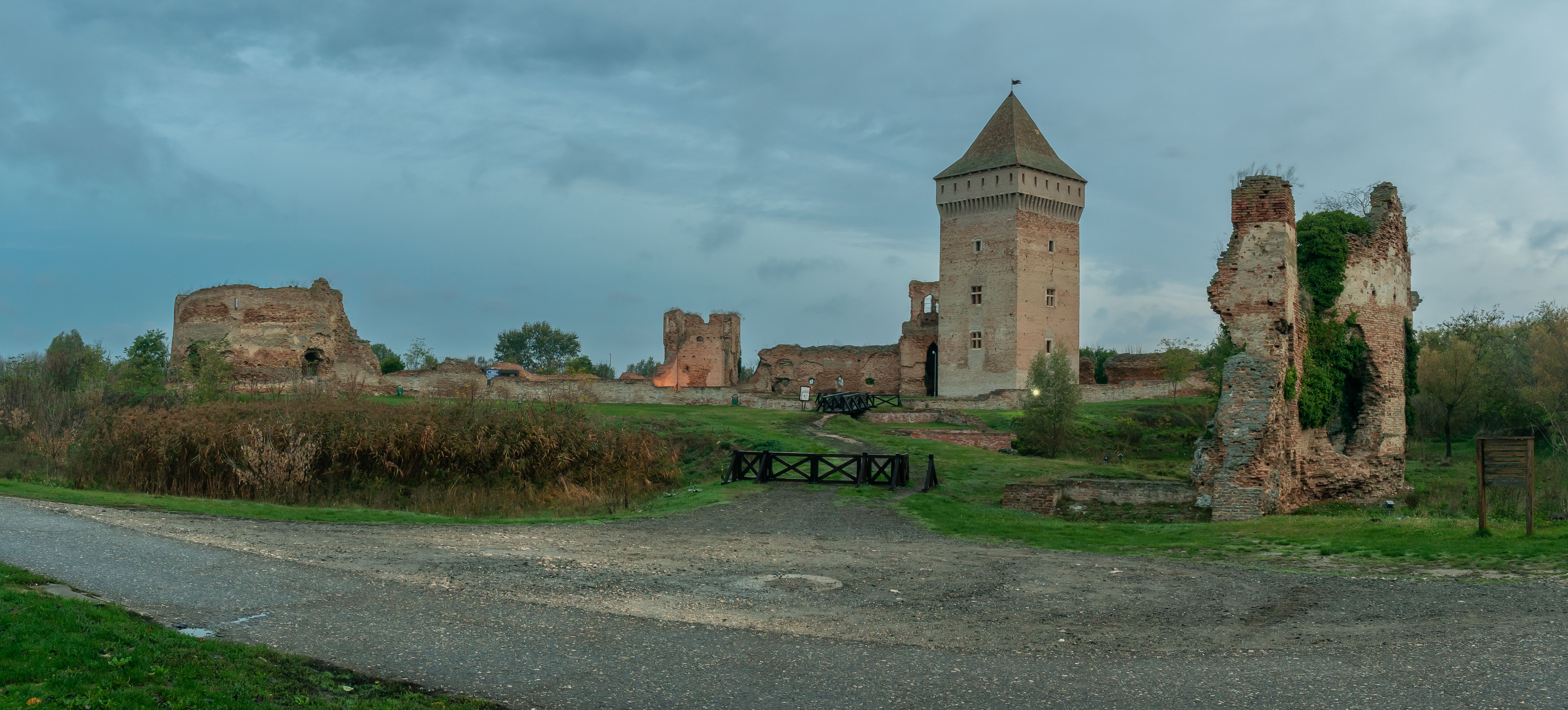